# 디아 (소프트웨어)
디아(Dia, 실제 발음은 '디어')는 Alexander Larsson이 개발한 자유-오픈 소스 범용 다이어그래밍 소프트웨어이다. GIMP와 잉크스케이프와 비슷한 통제된 다중 문서 인터페이스(SDI)를 사용한다.

## 내보내기
디아는 다양한 포맷으로 다이어그램을 내보낼 수 있다:
- EPS(밀봉형 포스트스크립트)
- SVG(스케일러블 벡터 그래픽스)
- DXF(오토캐드 드로잉 교환 포맷)
- CGM(컴퓨터 그래픽스 메타파일)
- WMF(윈도우 메타파일)
- PNG(포터블 네트워크 그래픽스)
- JPEG
- VDX(마이크로소프트 비지오용 XML)